# Tournoi de tennis de Little Rock
Le tournoi de Little Rock est un tournoi international de tennis du circuit masculin de l'ATP World Tour dans la catégorie Grand Prix, joué à Little Rock entre 1974 et 1979 sur moquette en salle.
À partir de 1981, un tournoi du circuit américain USTA est organisé à Little Rock mais le tournoi n'a plus de rayonnement international. Certaines éditions font cependant partie du circuit ITF en catégorie Future.
Il faut attendre 2019 pour retrouver un tournoi professionnel du circuit ATP Challenger Tour à Little Rock. Il se joue les courts en dur du Rebsamen Tennis Center au mois de juin. 

## Palmarès

### Simple
| No | Date       | Nom et lieu du tournoi                               | Catégorie                              | Dotation                               | Surface                                | Vainqueur                              | Finaliste                              | Score                                  |                                        |
| -- | ---------- | ---------------------------------------------------- | -------------------------------------- | -------------------------------------- | -------------------------------------- | -------------------------------------- | -------------------------------------- | -------------------------------------- | -------------------------------------- |
| 1  | 11-02-1974 | , Little Rock                                        |                                        | 20 000 $                               | Moquette (int.)                        | Jimmy Connors                          | Karl Meiler                            | 6-2, 6-1                               |                                        |
| 2  | 03-02-1975 | Arkansas International Tennis Tounament, Little Rock | Grand Prix                             | 25 000 $                               | Moquette (int.)                        | Billy Martin                           | George Hardie                          | 6-2, 7-6                               |                                        |
| 3  | 01-03-1976 | , Little Rock                                        | Grand Prix                             | 35 000 $                               | Moquette (int.)                        | Haroon Rahim                           | Colin Dibley                           | 6-4, 7-5                               |                                        |
| 4  | 31-01-1977 | , Little Rock                                        | Grand Prix                             | 50 000 $                               | Moquette (int.)                        | Sandy Mayer                            | Haroon Rahim                           | 6-2, 6-4                               |                                        |
| 5  | 06-02-1978 | , Little Rock                                        | Grand Prix                             | 50 000 $                               | Moquette (int.)                        | Dick Stockton                          | Hank Pfister                           | 6-4, 3-5 ab.                           |                                        |
| 6  | 29-01-1979 | , Little Rock                                        | Grand Prix                             | 50 000 $                               | Moquette (int.)                        | Vitas Gerulaitis                       | Butch Walts                            | 6-2, 6-2                               |                                        |
|    | 1980-2018  | Pas de tournoi professionnel                         | Pas de tournoi professionnel           | Pas de tournoi professionnel           | Pas de tournoi professionnel           | Pas de tournoi professionnel           | Pas de tournoi professionnel           | Pas de tournoi professionnel           | Pas de tournoi professionnel           |
| 7  | 03-06-2019 | Baptist Health Little Rock Open, Little Rock         | Challenger                             | 81 240 $                               | Dur (ext.)                             | Dudi Sela                              | Lee Duck-hee                           | 6-1, 4-3 ab.                           |                                        |
|    | 2020       | Édition annulée (pandémie de Covid-19)               | Édition annulée (pandémie de Covid-19) | Édition annulée (pandémie de Covid-19) | Édition annulée (pandémie de Covid-19) | Édition annulée (pandémie de Covid-19) | Édition annulée (pandémie de Covid-19) | Édition annulée (pandémie de Covid-19) | Édition annulée (pandémie de Covid-19) |
| 8  | 31-05-2021 | Baptist Health Little Rock Open, Little Rock         | Challenger                             | 52 080 $                               | Dur (ext.)                             | Jack Sock                              | Emilio Gómez                           | 7-5, 6-4                               |                                        |

### Double
| No | Date       | Nom et lieu du tournoi                               | Catégorie                              | Dotation                               | Surface                                | Vainqueurs                             | Finalistes                             | Score                                  |                                        |
| -- | ---------- | ---------------------------------------------------- | -------------------------------------- | -------------------------------------- | -------------------------------------- | -------------------------------------- | -------------------------------------- | -------------------------------------- | -------------------------------------- |
| 1  | 11-02-1974 | , Little Rock                                        |                                        | 20 000 $                               | Moquette (int.)                        | Jürgen Fassbender Karl Meiler          | Vitas Gerulaitis Bob Hewitt            | 6-0, 6-2                               |                                        |
| 2  | 03-02-1975 | Arkansas International Tennis Tounament, Little Rock | Grand Prix                             | 25 000 $                               | Moquette (int.)                        | Marcello Lara Barry Phillips-Moore     | Jeff Austin Charles Owens              | 6-4, 6-3                               |                                        |
| 3  | 01-03-1976 | , Little Rock                                        | Grand Prix                             | 35 000 $                               | Moquette (int.)                        | Syd Ball Ray Ruffels                   | Giuliano Pecci Haroon Rahim            | 6-3, 6-7, 6-3                          |                                        |
| 4  | 31-01-1977 | , Little Rock                                        | Grand Prix                             | 50 000 $                               | Moquette (int.)                        | Colin Dibley Haroon Rahim              | Bob Hewitt Frew McMillan               | 6-7, 6-3, 6-3                          |                                        |
| 5  | 06-02-1978 | , Little Rock                                        | Grand Prix                             | 50 000 $                               | Moquette (int.)                        | Colin Dibley Geoff Masters             | Tim Gullikson Tom Gullikson            | 7-6, 6-3                               |                                        |
| 6  | 29-01-1979 | , Little Rock                                        | Grand Prix                             | 50 000 $                               | Moquette (int.)                        | Vitas Gerulaitis Vladimír Zedník       | Phil Dent Colin Dibley                 | 5-7, 6-3, 7-5                          |                                        |
|    | 1980-2018  | Pas de tournoi professionnel                         | Pas de tournoi professionnel           | Pas de tournoi professionnel           | Pas de tournoi professionnel           | Pas de tournoi professionnel           | Pas de tournoi professionnel           | Pas de tournoi professionnel           | Pas de tournoi professionnel           |
| 7  | 03-06-2019 | Baptist Health Little Rock Open, Little Rock         | Challenger                             | 81 240 $                               | Dur (ext.)                             | Matías Franco Descotte Orlando Luz     | Treat Conrad Huey Max Schnur           | 7-5, 1-6, [12-10]                      |                                        |
|    | 2020       | Édition annulée (pandémie de Covid-19)               | Édition annulée (pandémie de Covid-19) | Édition annulée (pandémie de Covid-19) | Édition annulée (pandémie de Covid-19) | Édition annulée (pandémie de Covid-19) | Édition annulée (pandémie de Covid-19) | Édition annulée (pandémie de Covid-19) | Édition annulée (pandémie de Covid-19) |
| 8  | 31-05-2021 | Baptist Health Little Rock Open, Little Rock         | Challenger                             | 52 080 $                               | Dur (ext.)                             | Nicolás Barrientos Ernesto Escobedo    | Christopher Eubanks Roberto Quiroz     | 4-6, 6-3, [10-5]                       |                                        |